# Kurt Leucht

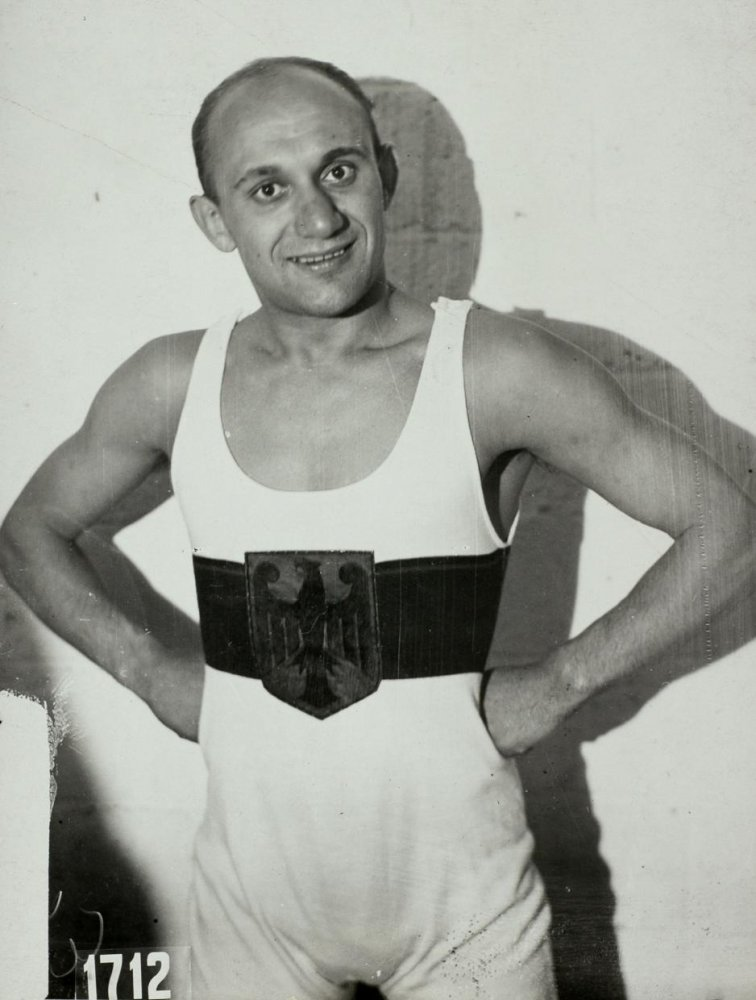
Kurt Leucht

Kurt Leucht (* 13. März 1903 in Nürnberg; † 2. November 1974 ebenda) war ein deutscher Ringer im griechisch-römischen Stil.

## Leben
Leucht war zeitlebens Angehöriger des SC 1904 „Maxvorstadt“ Nürnberg. Der kleine, stämmige und katzengewandte Ringer wuchs schnell in die deutsche und internationale Spitzenklasse hinein und qualifizierte sich durch einen Sieg über den Vizeeuropameister Paul Reiber, Musberg, für die Olympischen Spiele 1928 in Amsterdam.
Nachdem er sich in der Olympiaausscheidung 1932 gegen den neuen Stern am Ringerhimmel Jakob  Brendel, Nürnberg, der später auch Olympiasieger wurde, nicht durchsetzen konnte und nach der Zwangsvereinigung mit dem AABD neue starke Ringer wie Justin Gehring, Friesenheim, auf die Matte drängten, beendete er seine internationale Ringerlaufbahn, blieb dem Ringersport aber weiterhin als Kampfrichter treu.
In seiner Heimatstadt Nürnberg wurde der Kurt-Leucht-Weg, eine Straße im Ortsteil Dutzendteich bei der Arena Nürnberg und dem Frankenstadion, nach ihm benannt.

## Internationale Erfolge
- 1927 Sieg im Länderkampf Deutschland – Dänemark über den dänischen Meister Hermann Andersson;
- 1928 Olympiasieger in Amsterdam im griechisch-römischen Stil, Bantamgewicht, mit Siegen über Ganzerra, Polen, Bose, Argentinien, Svend Martinsen, Norwegen und Jindřich Maudr, Tschechoslowakei und  trotz einer Niederlage gegen Eduard Pütsep aus Estland;
- 1931 Vizeeuropameister in Prag, griechisch-römischer Stil, Bantamgewicht, mit Siegen über Wondra, Österreich, Szekfü, Ungarn und Pontson, Estland und einer Niederlage gegen Europameister Herman Tuvesson, Schweden;
- 1932 Siege in Antwerpen über den Olympiazweiten von 1928 im Bantamgewicht Spapen, Belgien und den zweifachen Europameister (1929 und 1930) Mollin, Belgien. Bemerkenswert ist, dass diese Siege im freien Stil erfolgten, den Leucht eigentlich nicht pflegte.

## Nationale Erfolge
- 1925 3. Sieger bei den deutschen Meisterschaften im Fliegengewicht hinter Georg Gerstacker, Nürnberg und Hermann Schatz, Korb;
- 1926 deutscher Meister im Bantamgewicht (griechisch-römischer Stil) vor Paul Reiber, Musberg;
- 1926 verhalf er seinem Verein zur Erringung der deutschen Mannschaftsmeisterschaft gegen den ASV Kreuznach.